# 無人航空機一覧
無人航空機一覧（むじんこうくうきいちらん）では、世界各国の無人航空機を一覧表にする。

## 無人航空機一覧

### アメリカ
- オートマティック・エアプレーン（英語版）
- ケタリング・バグ
- XBG-2（英語版）
- XBG-3（英語版）
- XBQ-1（英語版）
- XBQ-2（英語版）
- XBQ-3（英語版）
- OQ-2（英語版）（A-2/TDD）
- OQ-4（英語版）
- OQ-5（英語版）
- OQ-6（英語版）
- OQ-11（英語版）
- BTT（英語版）（OQ-12/MQM-33/MQM-36/SD-1）
- OQ-15（英語版）
- OQ-16（英語版）（TD3D）
- QQ-17（英語版）（TD4D/KDR）
- OQ-18（英語版）
- A-1（英語版）
- XPQ-10（英語版）
- PQ-14 カデット（TD2C）
- XPQ-15（英語版）（XTD3C）
- Q-1（英語版）
- XQ-6
- XQ-9
- SD-2 オーバーシーア（英語版）（MQM-58）
- SD-3 スヌーパー（英語版）
- SD-4 スワロー（英語版）
- SD-5 オスプレイ（英語版）
- RP-77（英語版）
- LBE（英語版）
- LBP（英語版）
- LBT（英語版）
- TDN-1
- TDR-1（XBQ-4/XBQ-5/BQ-6）
- KDC（英語版）
- KD2C スキート（英語版）
- TD2D ケイティーディド（英語版）（KDD-1/KDH-1）
- KDG スナイプ（英語版）
- KD2G ファイアフライ（英語版）
- KD4G クウェイル（英語版）
- KD5G（英語版）
- KD6G ファイアフライ（英語版）（MQM-40）
- KDM プローバー（英語版）
- KDN ゴードン（英語版）（TD2N）
- KD2N ゴードンIIC（英語版）（TD3N/CTV-N-2）
- XKD4R（英語版）
- XKDT ティール（英語版）
- KDU
- KD2U（英語版）（RQM-15）
- QH-50 DASH（DSN）
- BQM-34 ファイヤービー（英語版）（Q-2/KDA-1）
- モデル147 ライトニングバグ（英語版）
- AQM-35（英語版）（Q-4）
- AQM-37 ジェイホーク（英語版）
- AQM-38（英語版）
- AQM-41（英語版）
- MQM-42 レッドヘッド / ロードランナー（英語版）
- AQM-60 キングフィッシャー（英語版）（XQ-5）
- MQM-61 カーディナル（英語版）
- BQM-74 チャカ（英語版）
- BQM-90（英語版）
- AQM-91 ファイアフライ（英語版）
- XQM-93（英語版）
- YQM-94 B-ガル（英語版）
- YQM-98 R-ターン（英語版）
- MQM-105 アクィラ（英語版）
- BQM-106 テレプレーン
- MQM-107 ストリーカー
- BQM-108（英語版）
- BQM-111 ファイアブランド
- FQM-117 RCMAT
- YCQM-121 ぺイヴタイガー（英語版）
- CGM-121 シークスナイパー（英語版）
- BQM-126
- AQM-127 SLAT（英語版）
- AQM-128（英語版）
- BQM-145 ペレグリン（英語版）
- BQM-147 ドラゴン（英語版）
- PQM-149 スカイオウル
- PQM-150 UAV-SR
- FQM-151 ポインター（英語版）
- GQM-163 コヨーテ
- BQM-167 スキーター（英語版）
- MQM-170 アウトロウ（英語版）
- MQM-171 ブロードソード
- GQM-173 MSST
- MQM-175
- MQM-178 ファイアジェット
- D-21
- QU-22 ぺイヴイーグル
- MQ-1 プレデター
- MQ-1C グレイイーグル
- MQ-20 アヴェンジャー
- RQ-2 パイオニア
- RQ-3 ダークスター
- RQ-4 グローバルホーク
- MQ-4C トライトン
- RQ-5 ハンター
- RQ-6 アウトライダー
- RQ-7 シャドー
- MQ-8 ファイアスカウト
- MQ-9 リーパー
- CQ-10 スノーグース
- RQ-11 レイヴン
- RQ-14 ドラゴンアイ
- RQ-15 ネプチューン
- RQ-16 タランチュラホーク
- XMQ-17
- A160 ハミングバード（YMQ-18）
- RQ-20/ピューマ AE
- RQ-21 ブラックジャック
- グローバル・オブサーバー（英語版）（XRQ-22）
- タイガーシャークXP（英語版）（RQ-23）
- CQ-24
- MQ-25 スティングレイ
- スキャンイーグル（MQ-27）
- V-BAT（MQ-35A）
- XQ-58 ヴァルキリー
- RQ-170 センチネル
- RQ-180（英語版）
- XV-14 ライトニングストライク
- X-7
- X-10
- X-23 PRIME
- ミニ-スニッファー（英語版）
- HiMAT
- DC-X
- Apex（英語版）
- X-34
- X-36
- LoFLYTE
- X-39
- パスファインダー（英語版）
- センチュリオン（英語版）
- ヘリオス
- X-40
- X-43 ハイパーX
- ポールキャット
- X-45
- X-46
- ファントム・レイ
- ファントム・アイ（英語版）
- X-47 ペガサス
- X-50
- SIERRA（英語版）
- X-51 ウェーブライダー
- X-56
- GL-10 グリーズド・ライトニング
- Prandtl-D（英語版）
- X-61 グレムリン
- インジェニュイティ
- モデル845（英語版）
- アエクウァレ（英語版）
- コンドル（英語版）
- モデル324 スカラベ（英語版）
- モデル410（英語版）
- ナット（英語版）
- セントリーHP（英語版）
- サイファー
- フルート（英語版）
- MA-31
- アルタス（英語版）
- モデル918 イーグル・アイ
- モデル281 プロテウス
- SM-54
- デザートホーク（英語版）
- ゴールデンアイ（英語版）
- エクスカリバー（英語版）
- PMTD（英語版）
- デザートホークIII（英語版）
- ストーカー（英語版）
- コルモラント（英語版）
- バット（英語版）
- シースカウト（英語版）
- ファントム・センチネル（英語版）
- ワスプIII（英語版）
- スイッチブレード（英語版）
- アークトゥルスT-20（英語版）
- スカイトート
- スカイシーア（英語版）
- ファイアーバード
- AD-150（英語版）
- スイッチブレード
- ナノ・ハミングバード
- Falcon HTV2
- HAA
- ソーラーアイ（英語版）
- LEMV
- オリオン（英語版）
- シーゴースト（英語版）
- SR-72
- パディックス（英語版）
- フェニックス・ゴースト（英語版）
- シーロビンXFC（英語版）
- コヨーテ（英語版）
- TERN
- スウィフト020/021 スウィフト・エンジニアリング
- スウィフト・クレーン スウィフト・エンジニアリング
- イーグル（英語版）
- EADエアフレーム・バージョン2（英語版）
- オデュッセウス（英語版）
- マーヴェリック（英語版）
- モハベ（英語版）
- AVIATR（英語版）
- V-247 ヴィジラント（英語版）

### イギリス
- コラックス（英語版）
- マンティス（英語版）
- HERTI（英語版）
- タラニス
- LEMV
- T-650[1]

### イタリア
- Mirach 26（英語版）

### イラン
- カラール
- サーエゲ
- アバビル
- ゴドス モハジェル（英語版）
- シャヘド121（英語版）
- シャヘド 129（英語版）
- シャヘド131
- シャヘド136
- シャヘド149 ガザ
- シャヘド171シームルグ
- ヤシール

### イスラエル
- タディラン マスティフ
- トップ I ビジョン キャスパー
- トップ I ビジョン エアロスタット
- シルバーアロー マイクロ-V
- シルバーアロー スナイパー
- IAI スカウト
- IAI/AAC パイオニア
- IAI サーチャー
- IAI ハンター
- IAI ヘロン
- IAI エイタン
- IAI パンサー
- IAI ハーピー
- IAI ハロップ
- IAI ハーピーNG
- IAI I-ビュー
- IAI バードアイ
- IAI/RUAG レンジャー
- エルビット スカイラーク
- エルビット ヘルメス90
- エルビット ヘルメス250
- エルビット ヘルメス450
- エルビット ヘルメス900
- エルビット ヘルメス1500
- エアロノーティクス ドミネーターXP
- エアロノーティクス オービター
- エアロノーティクス エアロスター
- エアロノーティクス エアロライト
- EMIT ブルー・ホライソン
- EMIT スパロー
- EMIT バタフライ
- Hero-30

### インド
- DRDO ルストム（英語版）
- DRDO Ghatak（英語版）

### インドネシア
- インドネシアン・エアロスペース エラン・ヒタム（英語版）[2]

### オーストリア
- シーベル カムコプター S-100（英語版）

### オーストラリア
- エアロゾンデ
- MQ-28 ゴーストバット

### カナダ
- カナディア CL-227 センチネル（英語版）
- カナディア CL-289（ドイツ語版）

### 韓国
- KAI RQ-101 ソンゴルメ
- リモアイ
- TR-100
- KUS-TR

### 北朝鮮
- 明星 4
- 明星 9

### ギリシャ
- アルキタス[3]

### シンガポール
- ベローチェ15[4]

### スペイン
- SIRTAP（スペイン語版）[5]

### 台湾
- 騰雲(NCSIST Teng-Yun)
- 銳鳶無人機（中国語版）
- NCSIST Albatross
- カーディナル（NCSIST Cardinal）

### チェコ
- One 150[6]

### 中国
- 利剣
- 暗剣
- 無偵-8
- WZ-2000 千里眼（英語版）
- ASN-206/207/209
- BZK-005
- TB-001
- 彩虹
- 翔龍
- 翼龍
- 雲影
- DJI
- AR-36[7]

### ドイツ
- トルペドグライダー
- Fi 157
- ミステル
- ゼンガーII
- EMT アラディン（ドイツ語版）
- Luna X 2000
- EMT ファンコプター（ドイツ語版）

### トルコ
- バイラクタル ミニ UAV（英語版）
- バイラクタル TB2
- バイラクタル TB3
- バイラクタル アクンジュ
- バイラクタル クズルエルマ
- マラズギルト（英語版）
- TAI アクスングル（英語版）
- TAI アンカ
- TAI アンカ 3（英語版）
- TAI ペリカン（英語版）
- Titra Alpin[8]
- Titra Alpin 2[8]

### 日本
- 完全自動操縦装置
- 低翼単葉ロボット機
- 滑空標的機
- 一式標的機
- 太刀十八
- 改B3
- 研究用RPV
- 無人標的機 UF-104J/JA
- 無人標的機 J/AQM-1
- 空対空用小型標的 J/AQM-2
- 無人標的機 KAQ-1
- 空対空用無人標的機 KMQ-5
- 低速標的機 RCAT
- 小型模型標的機 RCMAT
- 新低速標的機（UAV型）
- 新高速標的機（FB型）
- 無人偵察機 チャカR
- 遠隔操縦観測システム (FFOS)
- 新無人偵察機システム (FFRS)
- 無人機研究システム（元・多用途小型無人機TACOM）
- 携帯型飛行体[9]
- GPSカメラ搭載自律飛行機
- 無人航空機用制御装置
- 球形飛行体
- JUXS-S1
- IR-OPV
- フジ・インバックB2
- K-RACER
- 全翼型無人機（実験機）
- HYFLEX
- ALFLEX
- RTV
- HSFD
- NEXST-1
- LIFLEX
- URAMS
- S3CM
- McART3
- 火星探査航空機
- 飛行船型低層巡航リモートセンシングシステム
- RCASS
- R-50
- RMAX
- RMAX Type II
- RMAX Type II G
- FAZER
- RoboCopter 300
- bit
- DRONE STAR

### ノルウェー
- ブラック・ホーネット・ナノ

### パキスタン
- ネスコム バラク

### フランス
- スペルウェール
- SAGEM パトローラー（英語版）
- ダッソー・SAGEM スロウファスト（英語版）
- SAGEM Crecerelle（英語版）

### メキシコ
- エヘカトル

### ロシア
- La-17
- Tu-123
- Tu-141
- Tu-143
- プチェラ-1T
- ZALA 421-08（英語版）
- ZALA 421-06（英語版）
- ZALA 421-12（英語版）
- ZALA ランセット
- オルラン10
- MiG スキャット
- S70 オホートニク-B
- Ka-137
- VRT 300（英語版）
- オリオン (航空機)（英語版）[10]
- コルサール
- アルティウス
- グロム
- ゲルベラ (無人機)（ウクライナ語版）

### ウクライナ
- Osa（英語版） - 蜘蛛の巣作戦で使用。
- AN-196 リューティー（英語版） - 徘徊型無人航空機。ウクライナ語で「獰猛」などの意[11]。
- Bober（英語版） - 長距離徘徊型無人航空機兵器。射程距離は600から1000km。
- ペクロ (ドローン)（英語版） - 巡航ミサイル型ドローン[12]。

### 国際共同開発
- ラインメタル KZO（ドイツ語版）
- nEUROn
- バラクーダ
- EADS ハーファン（英語版）